# Az óceán lánya (televíziós sorozat, 2000)
Az óceán lánya (eredeti címén The New Adventures of Ocean Girl) ausztrál televíziós rajzfilmsorozat, amely az Az óceán lánya című tévéfilmsorozat alapján készült. Ausztráliában 2000. február 11. és 2000. augusztus 5. között a Network Ten adta le. Magyarországon korábban az RTL Klub sugározta, később a KidsCo vetítette.

## Ismertető
A csodás őserdőben él egy sellő, aki az óceán lánya. Hivatott rá, hogy az érintetlen természetet védelmezze. A kutató család gyermekei találkoznak vele, ahogy a távol levő lakatlan szigeten a tengeri élővilágot kutatják.

## Szereplők
| Szereplő          | Eredeti hang         | Magyar hang       |
| ----------------- | -------------------- | ----------------- |
| Narrátor          | Sigrid Thornton      | ?                 |
| Neri hercegnő     | Marnie Reece-Wilmore | Báthory Orsolya   |
| Jobah herceg      | Samuel Johnson       | ?                 |
| Sharkana kapitány | Michael Carman       | ?                 |
| Elgar             | Marg Downey          | Bokor Ildikó      |
| Zardor            | Gary Files           | ?                 |
| Nemon király      | Dennis Pryor         | Dobránszky Zoltán |
| Neanda            | Doug Tremlett        | Végh Ferenc       |
| Moza              | Stephen Whittaker    | Szokol Péter      |

További szereplők: Garai Róbert, Pethes Csaba, Ősi Ildikó, Varga Tamás

## Epizódok
1. ? (The Return)
2. ? (Possessed)
3. ? (Hearing The Call)
4. ? (A Common Bond)
5. ? (The Quest Begins)
6. ? (Neri Has The Power)
7. ? (The Keeper Of The Crystal)
8. ? (The Test Of Faith)
9. ? (The Promise Is Kept)
10. ? (The Crystal Is Returned)
11. ? (The Crystal Or A Friend)
12. ? (Secrets Of The Ancient)
13. ? (Elgar And Moza For Dinner)
14. ? (Fearless)
15. ? (The Truth Is Kept Is Secret)
16. ? (Galiel Unites The Clans)
17. ? (The Keeper Of Time)
18. ? (The Deepest, Darkest Chasm)
19. ? (Elgar’s Crystal)
20. ? (That Sinking Feeling)
21. ? (Moza’s Time Of Reckoning)
22. ? (Queen Elgar)
23. ? (The Surfacing)
24. ? (Neanda Leads The Way)
25. ? (The Countdown)
26. ? (The Time Has Come) [2]